# Zorka angelinae
Zorka angelinae är en insektsart som beskrevs av Irena Dworakowska 1970. Zorka angelinae ingår i släktet Zorka och familjen dvärgstritar.
Artens utbredningsområde är Vietnam. Inga underarter finns listade i Catalogue of Life.